# Rösåsberget
Rösåsberget är ett berg nordväst om Moliden i Mo distrikt (Mo socken) i Örnsköldsviks kommun, Västernorrlands län (Ångermanland).
Berget har en 120 meter hög lodrät vägg mot sydost och är mycket populärt för klippklättrare. Här finns ca 35 klättringsbara leder. Rösåsbergets vägg är också boplats för många rovfåglar.